# Belgenland (schip, 1879)

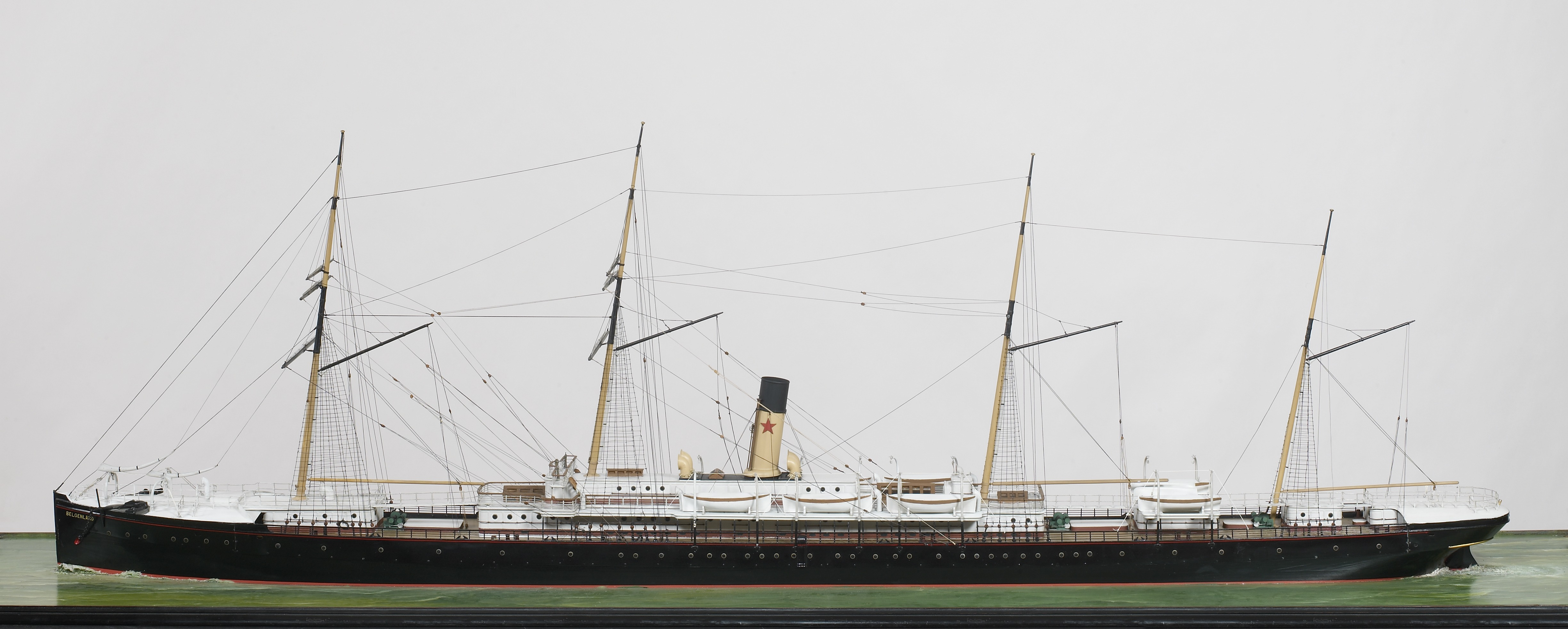
De Belgenland

De Belgenland was een Belgisch passagiersschip en onderhield onder andere de passagierslijn Antwerpen - New York voor de Red Star Line. Het was het eerste schip met deze naam.
Het schip werd gebouwd in 1878 op de scheepswerf Barrow Shipbuilding Company in Barrow-in-Furness. In 1879 kwam ze in de vaart.
Haar vertrek- en aankomstplaats was gelegen aan de Rijnkaai in Antwerpen, gelegen tussen het Bonapartedok, het Eilandje en de verdwenen brede Rijnbrug, die over de vaargeul van het Kattendijksluis lag en die in 2005 werd afgebroken. Daar meerden en vertrokken toen de Red Star Line-passagiersschepen.
Het schip had een zwarte romp en aan beide zijden in totaal acht reddingssloepen aan boord. Ze had een smalle lange schoorsteen en vier masten, waarvan de eerste twee, vóór de schoorsteen nog voorzien waren met dwarsra's, om nog eventueel zeilen bij te zetten. Ze mat 10.455 m3.
In 1905 werd het schip verkocht aan een Italiaanse eigenaar en herdoopt in Venere, een jaar later ging het schip naar de sloop.